# Jragung
Jragung is een bestuurslaag in het regentschap Demak van de provincie Midden-Java, Indonesië. Jragung telt 8415 inwoners (volkstelling 2010).